# 劉貞 (陸城侯)
劉貞（？—？），一名真，汉朝宗室，漢景帝刘启之孫，中山靖王劉勝的儿子，育有兩子，長子劉軒，二子劉昂。一说为蜀漢皇帝劉備的直系先祖。

## 事迹
元朔二年六月甲午（前127年），汉武帝封刘贞为陆成侯，封地位于僻臨涿郡西南與中山國東方之間。十五年后的元鼎五年八月（前112年），汉武帝在宗庙中会见诸侯，刘贞因为奉献的助祭黄金缺斤少两，成色不足，被免去爵位（酎金失侯），封国撤销，刘贞于是就在涿郡安家，遷居地以借鑒故封以「陸城亭」為名，北魏時《水經注》作者酈道元先世居此，遂更名酈亭。

## 史料
《汉书·卷十五上·王子侯表第三上》：六月甲午封，十五年，元鼎五年，坐酎金免。
《水经注·卷十一》：又东北，迳博陵县故城南，即古陆成，汉武帝元朔二年，封中山靖王子刘贞为侯国者也。
《三国志·卷三十二·蜀书二·先主传第二》：胜子贞，元狩六年封涿县陆城亭侯。坐酎金失侯，因家焉。
《史记·卷三十·平准书第八》：至酎，少府省金，而列侯坐酎金失侯者百馀人。
《史记集解·卷三十·平准书第八》：集解如淳曰：“汉仪注王子为侯，侯岁以户口酎黄金於汉庙，皇帝临受献金以助祭。大祀日饮酎，饮酎受金。金少不如斤两，色恶，王削县，侯免国。”
《华阳国志·卷六·刘先主志》：先主讳备，字玄德，涿郡涿县人，汉景帝子中山靖王胜後也。胜子贞，元狩六年封涿县陆城亭侯，因家焉。
《汉书注· 卷五·景帝纪第五》：至武帝時，因八月甞酎會諸侯廟中，出金助祭，所謂酎金也。
《汉书辨疑· 卷四·王子侯表上》；中山县地理志作陆成，古字通。史记作陘城，误。蜀志：先主讳备，汉景帝子中山靖王胜后也。胜子贞，元狩六年封涿县陆城亭侯。坐酎金失侯，因家焉。案亭侯至建武时始有，蜀志衍亭字，遂与此不合，以陆城为涿县亦误。
《汉书补注·卷十五上·王子侯表第三上》：钱大昭曰：蜀志“中山靖王子贞，元狩六年封涿县陆城亭侯。”案，亭侯至建武时始有。蜀志衍亭字，封年、涿县并误。
《三国志考证·卷六·蜀书》：前汉无乡亭之封，考汉书王子侯表，贞封陆城侯，无亭字。地理志：陆成，中山国县名，贞为中山靖王之后，故封中山国之陆成县侯，成字无土旁。王子侯表陆成侯下注涿字，亦误。”
《三国志考证·卷六·蜀书》：失侯在元鼎五年，始当家陆成，侯徙涿耳。
《三国志集解·卷三十二·蜀书二·先主传第二》官本考证陈浩曰：“汉书王子侯表陆城侯贞元朔二年六月甲午封，元鼎五年坐酎金免。此云元狩六年，恐误。”
《义门读书记·第二十七卷·三国志·蜀志》：元朔二年封，十五年元鼎五年免，盖以始封之明年为元年也。此云元狩六年，少十年矣。恐误。
《三国志注证遗·卷三》：胜子贞，华阳国志作真。寿昌案：汉书王子侯表作贞，与此同，惟表称元朔元年六月甲午封，元鼎五年坐酎金免，此作元狩恐误，当汉武时以酎金
失侯者皆系元鼎五年事。